# Brachyleptura circumdata
Brachyleptura circumdata är en skalbaggsart som först beskrevs av Olivier 1795.  Brachyleptura circumdata ingår i släktet Brachyleptura och familjen långhorningar. Inga underarter finns listade.